# Elisa Adelaida de Hohenlohe-Langenburg
La princesa Elisa de Hohenlohe-Langeburg (Langeburgo, 8 de noviembre de 1830-Venecia, 27 de febrero de 1851) fue un miembro de la casa de Hohenlohe-Langenburg conocida por ser sobrina de la reina Victoria del Reino Unido.

## Biografía
Fue la segunda de los vástagos del matrimonio formado por Ernesto, príncipe de Hohenlohe-Langenburg y la princesa Feodora de Leiningen. Esta última era hermana de madre de la reina Victoria del Reino Unido.
Tuvo varios hermanos:
- Carlos Luis II (1829-1907), abdicó a su título de príncipe el 21 de abril de 1860 tras haberlo heredado el 12 de abril. Contrajo matrimonio morganático con María Grathwohl (1837-1901).

- Germán VI (1832-1913), casado con la princesa Leopoldina de Baden.
- Víctor (1833-1891), casado morganáticamente con Lady Laura Seymour.
- Adelaida Victoria (1835-1900), casado con Federico VIII, duque de Schleswig-Holstein.
- Feodora Victoria Adelaida, casada con Jorge II, duque de Sajonia-Meiningen.

Junto con sus padres y los dos de sus hermanos (Carlos y Germán), realizó una visita a la su tía la entonces princesa Victoria del Kent (después Victoria del Reino Unido) entre el 5 de junio y el 26 de julio de 1834. La princesa era aficionada al dibujo y se conservan muchos dibujos en la Colección Real del Reino Unido.

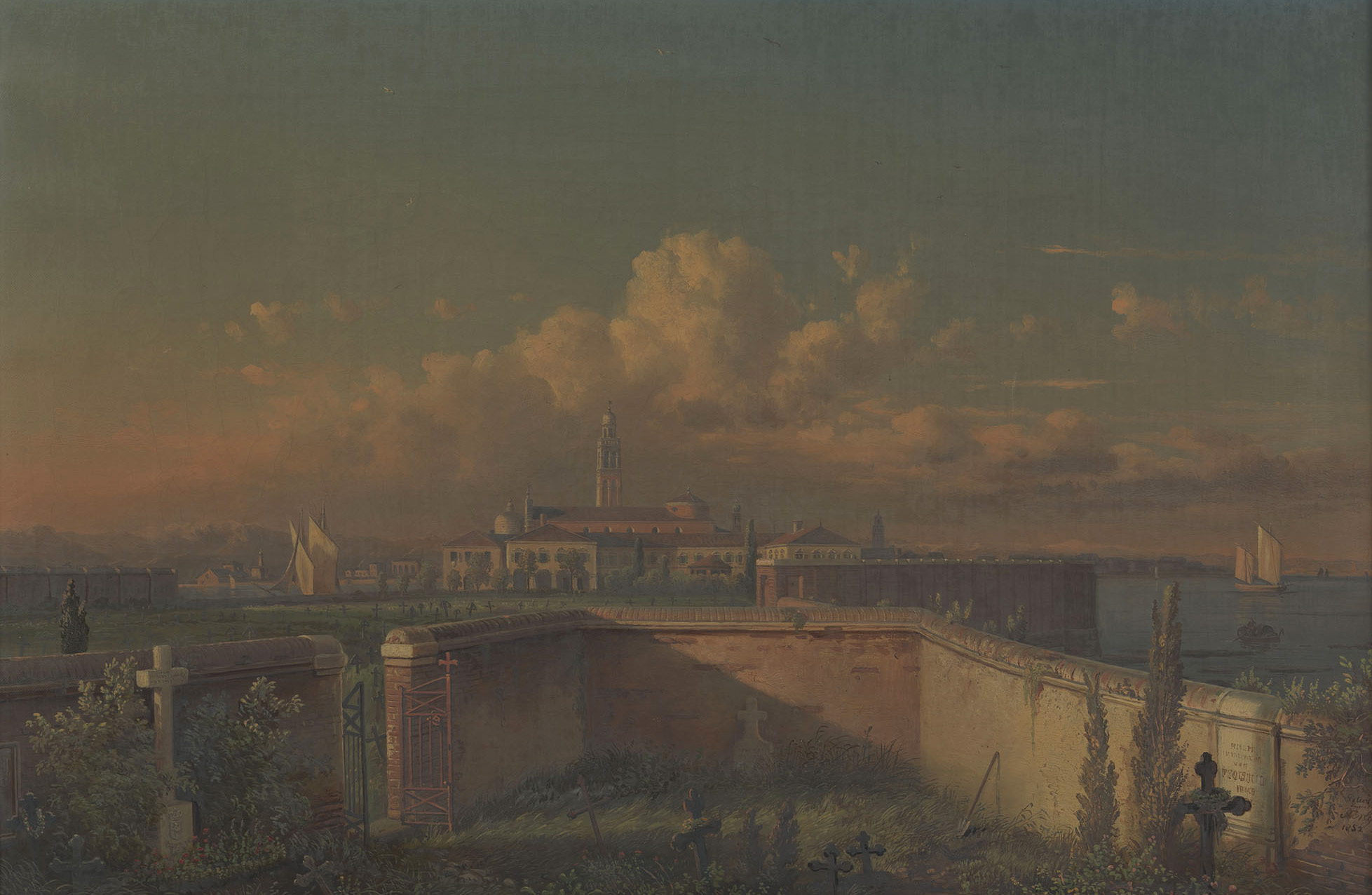
Óleo representando la tumba de la princesa en el cementerio de la Isla de San Miguel en Venecia.

En agosto de 1848 juntos a su padres se encontraba en la corte británica, acompañando a la reina Victoria a Osborne House.
A finales de 1850 pasó a Venecia, con objeto de encontrar un clima más benigno para su tuberculosis.
Murió en Venecia el 27 de febrero de 1851. Sería enterrada en la sección protestante del cementerio de la Isla de San Miguel, cercana a la ciudad de Venecia.
El 23 de marzo de 1851 se celebró su funeral en Langenburgo.